# Ron Mills
Ron Mills (Estados Unidos, 25 de febrero de 1951) es un nadador estadounidense retirado especializado en pruebas de estilo espalda, donde consiguió ser medallista de bronce olímpico en 1968 en los 100 metros.

## Carrera deportiva
En los Juegos Olímpicos de México 1968 ganó la medalla de bronce en los 100 metros espalda, con un tiempo de 1:00.5 segundos, tras el alemán Roland Matthes y el también estadounidense Charles Hickcox.